# El detective
Véase también Detective (desambiguación)
El detective es una película estadounidense de 1968, dirigida por Gordon Douglas y protagonizada por Frank Sinatra en el papel principal. Está basada en la novela homónima, de 1966, escrita por Roderick Thorp.

## Argumento
Un joven homosexual, hijo de un hombre con gran influencia política, ha sido brutalmente asesinado. El caso es investigado por el detective Joe Leland, cuya tarea se dificulta por el hecho de tener que convencer a sus compañeros del Departamento de Policía de Nueva York de que deben ver más allá de la sexualidad de la víctima.
El compañero de piso de la víctima es finalmente acusado de asesinato y condenado a morir en la silla eléctrica, pero cuando Leland se ocupa del caso siguiente comienza a sospechar que el condenado a muerte era inocente.

## Reparto
- Frank Sinatra como el Sargento Detective Joe Leland
- Lee Remick como Karen Wagner Leland
- Jacqueline Bisset como Norma MacIver
- Ralph Meeker como el Detective Curran
- Jack Klugman como el Detective Dave Schoenstein
- Horace McMahon como el Capitán de policía Tom Farrell
- Lloyd Bochner como el Dr. Wendell Roberts
- William Windom como Colin MacIver
- Tony Musante como Felix Tesla
- Al Freeman, Jr. como el Detective Robbie Loughlin
- Robert Duvall como el Detective Nestor
- Pat Henry como Mercedes
- Patrick McVey como Policía Mike Tanner
- Dixie Marquis como Carol Linjack
- Sugar Ray Robinson como Kelly
- Renée Taylor como Rachael Schoenstein
- James Inman como Teddy Leikman
- Tom Atkins como Policía Jack Harmon
- George Plimpton como Reportero